# René Klomp
René Klomp (Nieuwenhoorn, 16 augustus 1974) is een voormalig voetballer die als doorgaans middenvelder speelde.

## Loopbaan
Hij speelde voor de amateurs van Nieuwenhoorn, om daarna voor de jeugd van Sparta Rotterdam, Feyenoord en PSV uit te komen. Tijdens het seizoen 1992-1993 maakte hij zijn debuut voor PSV en speelde dat seizoen negen wedstrijden in de hoofdmacht. Het seizoen daarna werd hij verhuurd aan Sparta maar hij keerde in de winterstop weer terug. De twee seizoenen daarna zal hij in totaal maar één wedstrijd spelen voor de Eindhovense ploeg.
Hij vervolgde zijn carrière in België. Hij speelde achtereenvolgens voor SK Lommel, KRC Harelbeke en Eendracht Aalst. In 2002 maakte hij de overstap naar de Cypriotische competitie, om voor een jaar bij Ethnikos Achnas te spelen. Hij speelde tot 2004bij de Belgische derdeklasser KVSK United. Op lager niveau speelde hij nog voor KFC Lille, Dijkse Boys en KSV Oud-Turnhout.
Klomp was Nederlands jeugdinternational en nam deel aan het Europees kampioenschap voetbal onder 18 - 1993.